# 安德烈亚·贝尔蒙
安德烈亚·贝尔蒙（法語：Andrea Bermond，1964年10月4日—），意大利前男子击剑运动员。他曾代表意大利参加1988年夏季奥林匹克运动会击剑比赛，结果在男子团体重剑项目上获得第四名。